# Tessère de Méni
Meni Tessera
Pour les articles homonymes, voir Méni.
La tessère de Méni (désignation internationale : Meni Tessera) est un terrain polygonal situé sur Vénus dans le quadrangle de Tellus Tessera. Il a été nommé en référence à Méni, déesse sémitique du destin.